# Joan Nogué
Joan Nogué i Font (Hostalets de Bas, 24 de mayo de 1958) es un geógrafo y catedrático universitario español, director del Observatori del Paisatge de Catalunya.

## Biografía
Vivió con su familia en Castellfullit de la Roca. Cursó el bachillerato en Olot y después decidió continuar sus estudios en Barcelona, en cuya Universidad Autónoma comenzó los estudios de Historia, para decantarse finalmente por la Geografía. Terminada la licenciatura, se doctoró en la misma universidad y continuó su formación en Estados Unidos, en la Universidad de Wisconsin en Madison, bajo la dirección del profesor Yi-Fu Tuan. El curso 2003-2004 comenzó a trabajar como profesor de la Universidad de Gerona, donde finalmente ocupa la cátedra de Geografía Humana. En 2009 fue galardonado con el Premio Rey Jaime I de Urbanismo, Paisaje y Sostenibilidad que otorga anualmente la Generalidad Valenciana.

## Publicaciones: libros
- Nogué, J. Altri Paesaggi,. Milán (ITA): Franco Angeli, 2010. (en italiano)
- Nogué, J.; Bretcha, G.; Puigbert, L. Paisatge i participació ciutadana,. Barcelona: Observatori del Paisatge de Catalunya, 2010. (en catalán)
- Nogué, J.; Garcia Ramon, M.D.; Zusman, P. Una Mirada catalana a l'Àfrica: viatgers i viatgeres dels segles XIX i XX (1859-1936),. Lleida: Pagès editors, 2008. (en catalán)
- Nogué, J. El Paisaje en la cultura contemporánea,. Madrid: Biblioteca Nueva, 2008.
- Nogué, J.; Bretcha, G.; Puigbert, L. Paisatge i salut,. Barcelona; Olot: Departament de Salut de la Generalitat de Catalunya i Observatori del Paisatge de Catalunya, 2008. (en catalán)
- Nogué, J. Entre paisajes,. Barcelona: Ámbito, 2008.
- Nogué, J.; Vicente, J. Geopolítica, identidad y globalización,. Barcelona: Ariel, 2001.
- Nogué, J.; Villanova, J.L.(eds.) España en Marruecos (1912-1956): discursos geográficos e intervención territorial,. Lérida (000): Milenio, 1999.
- Nogué, J. Los nacionalismos y el territorio,. Lérida: Milenio, 1998.
- García, M.D.; Nogué, J.; Albet, A. La práctica de la geografía en España, 1940-1990: innovación metodológica y trayectorias individuales en la geografía académica española,. Barcelona: Oikos-Tau, 1992.
- Nogué, J. Els Nacionalismes i el territori,. Barcelona: El Llamp, 1991. (en catalán)
- Nogué, J. La Percepció del bosc: la Garrotxa com a espai viscut, Col·lecció Josep Pla. Girona : Ajuntament d'Olot, Diputació de Girona, 1986. (en catalán)
- Nogué, J. Una Lectura geogràfico-humanista del paisatge de la Garrotxa,. Girona: Diputació de Girona - Col·legi Universitari de Girona, 1985. (en catalán)

## Premios
- Premio Rey Jaime I de Urbanismo, Paisaje y Sostenibilidad en la edición de 2009.[1]
- Premio de Ensayo Joan Fuster por Paisatge, territori i societat civil (2010).